# 圣让德塞谢勒
圣让德塞谢勒（法語：Saint-Jean-des-Échelles，法語發音：[sɛ̃ ʒɑ̃ de.z‿eʃɛl]）是法国萨尔特省的一个市镇，属于马梅尔斯区。

## 地理
圣让德塞谢勒（48°7'48"N, 0°42'48"E）面积10.64 平方千米，位于法国卢瓦尔河地区大区萨尔特省，该省份为法国西北部内陆省份，北起顺时针与奥恩省、厄尔-卢瓦省、卢瓦-谢尔省、安德尔-卢瓦尔省、曼恩-卢瓦尔省和马耶讷省接壤，是法国大西部的入口，连接卢瓦尔河谷、布列塔尼和巴黎盆地。
与圣让德塞谢勒接壤的市镇（或旧市镇、城区）包括：蒙米拉伊、科尔姆。

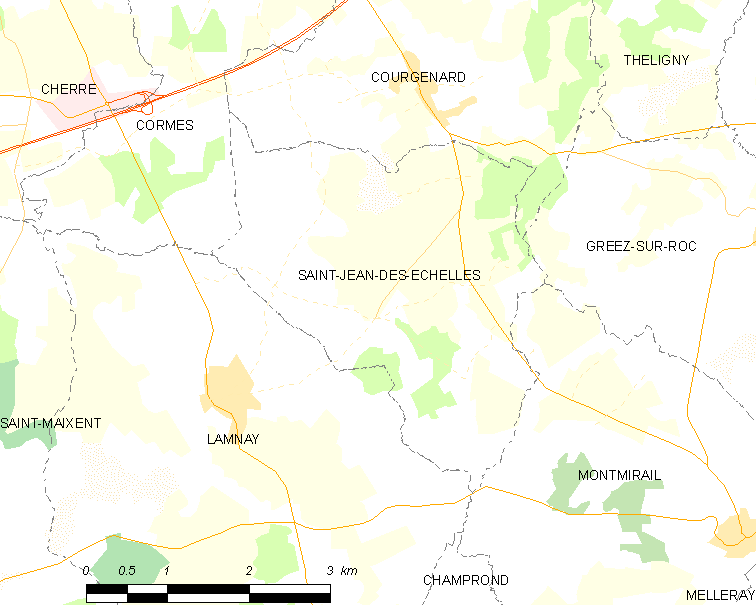
圣让德塞谢勒的OSM定位图

圣让德塞谢勒的时区为UTC+01:00、UTC+02:00（夏令时）。

## 行政
圣让德塞谢勒的邮政编码为72320，INSEE市镇编码为72292。

## 政治
圣让德塞谢勒所属的省级选区为圣卡莱县。

## 人口

1962-2008年间圣让德塞谢勒人口变化图示

圣让德塞谢勒于2022年1月1日时的人口数量为225人。